# Stanisław Bednarek (1846–1929)
Stanisław Bednarek (ur. 27 września 1846 w Chropaczowie, zm. 29 października 1929 w Mikołowie) – działacz narodowy i plebiscytowy.

## Życiorys
W okresie "Kulturkampfu" rozwinął szeroką działalność społeczno-polityczną występując w obronie Kościoła i języka polskiego. W tym okresie nawiązał kontakty z Karolem Miarką. Organizował wycieczki do Krakowa i Częstochowy, skąd przywoził elementy polskiej kultury.
W 1890 przeniósł się wraz z rodziną do Mikołowa, gdzie nabył gospodarstwo rolne. Na nowym terenie jeszcze bardziej wzmógł działalność narodową. Kolportował gazety: początkowo "Katolika", później po zawarciu nowych kontaktów, m.in. z Wojciechem Korfantym i Janem Kowalczykiem gazetę "Górnoślązak". W czasie III powstania śląskiego w jego domu mieścił się jeden z głównych powstańczych magazynów broni. W środowisku mikołowskim nazywano go "polskim królem", Niemcy natomiast mówili o nim "Der weisse Adler" ("Biały orzeł").